# هالكريك (ألبرتا)
هالكريك (بالإنجليزية: Halkirk, Alberta)‏ هي قرية تقع في كندا في ألبرتا. يقدر عدد سكانها بـ 121 نسمة ومساحتها 0.65 كم2 وترتفع عن سطح البحر 835 متر.